# Izabela Portugalská (1364–1395)
Izabela Portugalská (1364 – 1395) byla nevlastní dcera portugalského krále Ferdinanda I. Její matka není známa.

## Život
Před rokem 1386 se zasnoubila s Janem Alfonsem Tela de Menezes, hrabětem z Viana, který byl synem vlivného barcelonského hraběte Jana Alfonse Tela de Menezes (otec i syn měli stejné jméno). K svatbě však nedošlo.
Na základě královského dopisu vydaného 2. října 1377 její otec daroval Viseuské, Celoricoské, Linharešské a Algodresské panství.
Izabela Portugalská se nakonec provdala za hraběte z Gijónu a Noroñi, který byl nevlastním synem kastilského krále Jindřicha II. Manželství bylo dohodnuto v rámci mírové smlouvy podepsané v roce 1373 mezi Portugalskem a Kastílií. Do svatby žila na královském dvoru krále Jindřicha II. Protože i její ženich měl jen devět let, se svatba uskutečnila až v roce 1378 ve městě Burgos.